# 弘前大学教育学部附属幼稚園
弘前大学教育学部附属幼稚園（ひろさきだいがくきょういくがくぶふぞくようちえん）は、青森県弘前市にある弘前大学教育学部附属の国立幼稚園。

## 沿革
- 1914年6月3日 - 青森市浦町橋本に青森県女子師範学校附属幼稚園を開設
- 1943年4月1日 - 青森師範学校附属幼稚園と改称
- 1951年4月1日 - 弘前大学教育学部附属幼稚園と改称
- 2004年4月1日 - 国立大学法人化